# Brodnica (rejon janowski)
Brodnica (biał. Бродніца, Brodnica; ros. Бродница, Brodnica) – agromiasteczko na Białorusi, w obwodzie brzeskim, w rejonie janowskim, w sielsowiecie Brodnica, nad Filipówką.
Znajduje tu się przystanek kolejowy Brodnica, położony na linii Łuniniec – Żabinka.

## Historia
W Rzeczypospolitej Obojga Narodów przynależała do powiatu pińskiego województwa brzeskolitewskiego. Była wówczas własnością Kolegium Jezuitów w Pińsku, którzy ufundowali tu cerkiew unicką. W wyniku II rozbioru Polski weszła w skład Rosji, w ramach której w XIX i w początkach XX w. położona była w guberni mińskiej, w powiecie pińskim, w gminie Duboj, następnie Brodnica.
W dwudziestoleciu międzywojennym leżała w Polsce, w województwie poleskim, w powiecie pińskim, będąc siedzibą gminy Brodnica. W 1921 wieś liczyła 327 mieszkańców, zamieszkałych w 60 budynkach, w tym 267 Białorusinów, 26 Żydów, 19 Polaków, 5 Rusinów i 10 osób innych narodowości. 286 mieszkańców było wyznania prawosławnego, 26 mojżeszowego i 15 rzymskokatolickiego. Istniał wówczas także folwark Brodnica liczący 41 mieszkańców, zamieszkałych w 3 budynkach, w tym 23 Białorusinów i 18 Polaków. 23 mieszkańców było wyznania prawosławnego i 18 rzymskokatolickiego.
Po II wojnie światowej w granicach Związku Sowieckiego. Od 1991 w niepodległej Białorusi.